# Prunus emarginata
Prunus emarginata är en rosväxtart som först beskrevs av David Douglas och William Jackson Hooker, och fick sitt nu gällande namn av Wilhelm Gerhard Walpers. Prunus emarginata ingår i släktet prunusar, och familjen rosväxter. Utöver nominatformen finns också underarten P. e. mollis.

## Bildgalleri

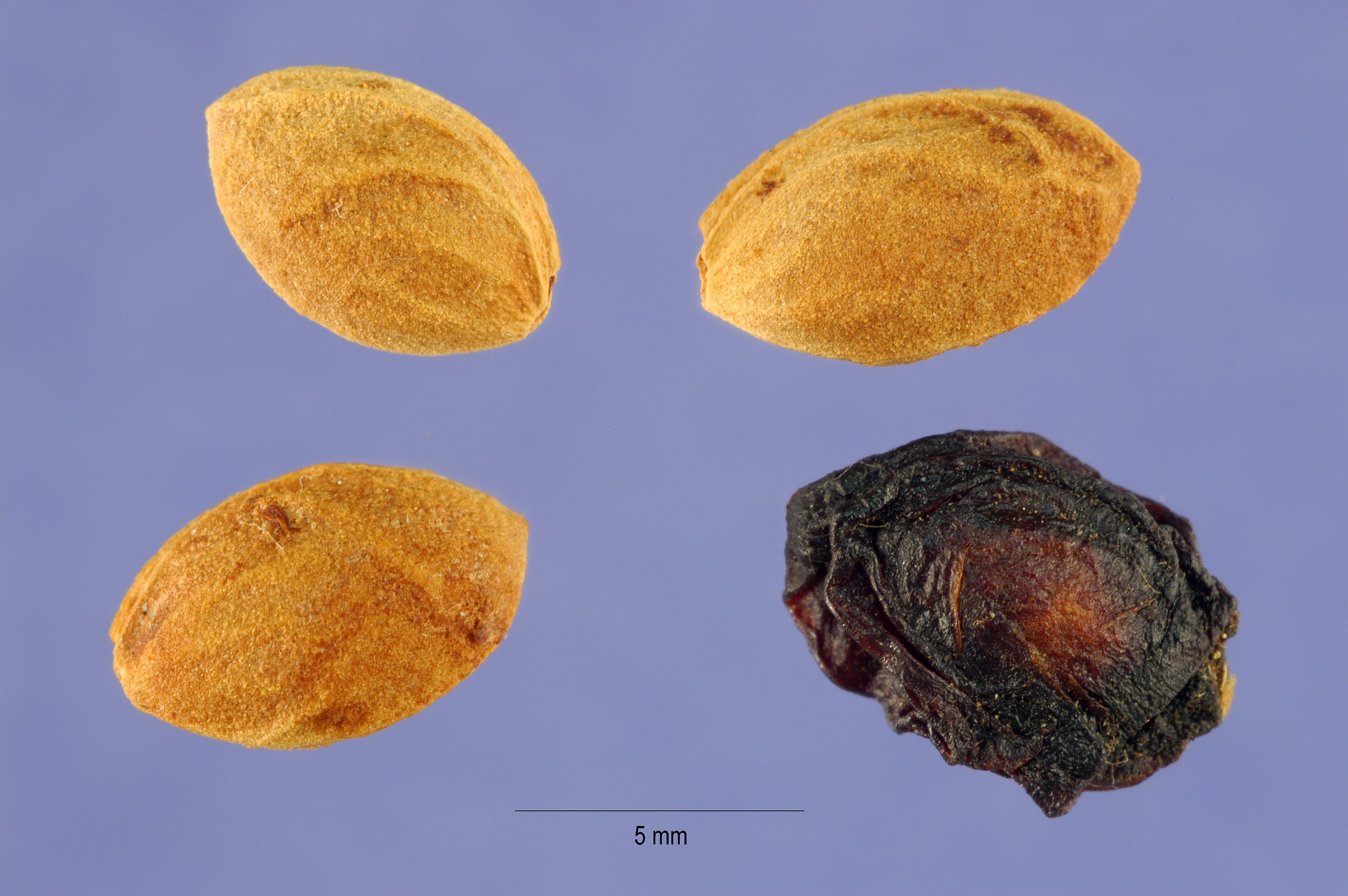
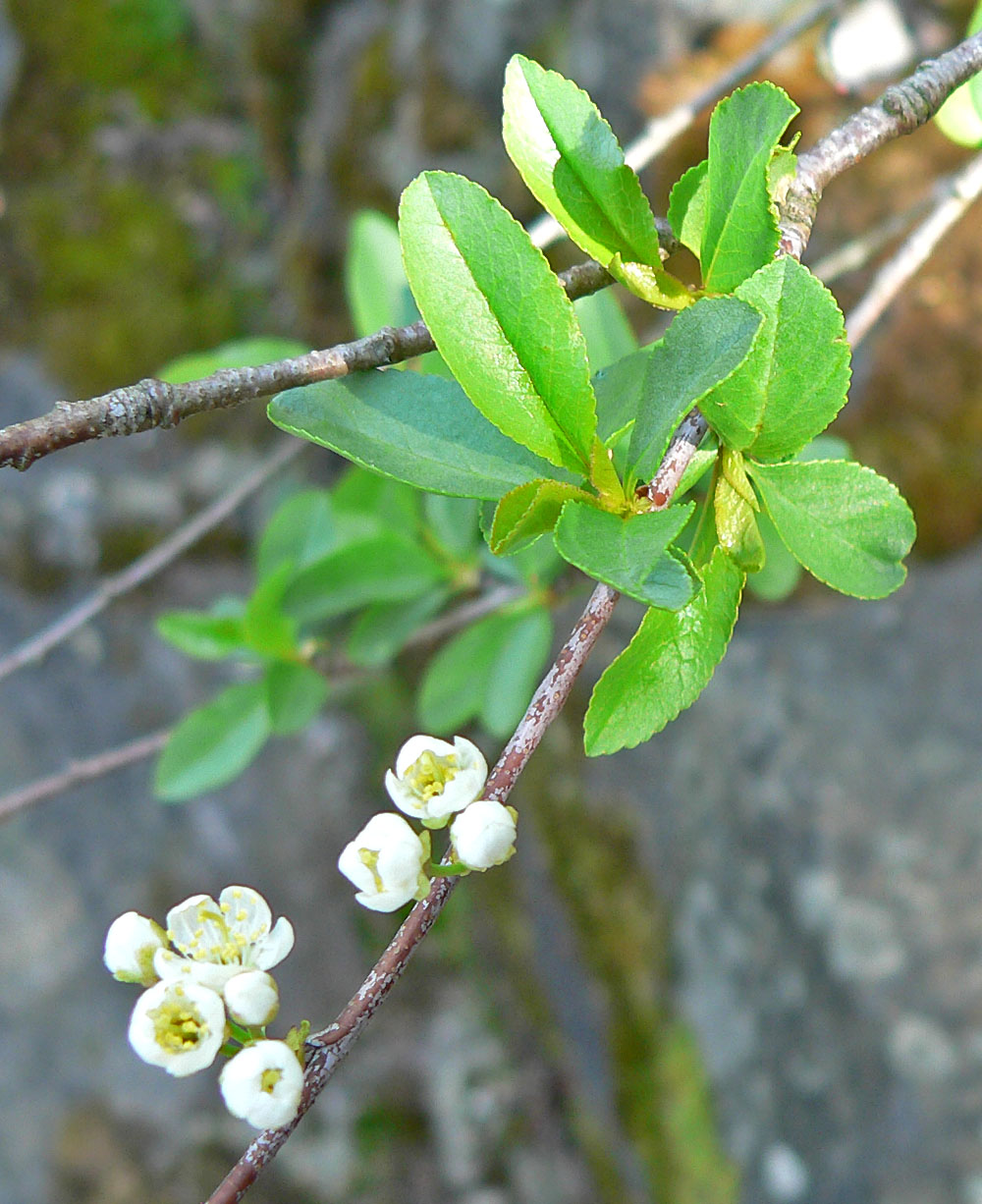
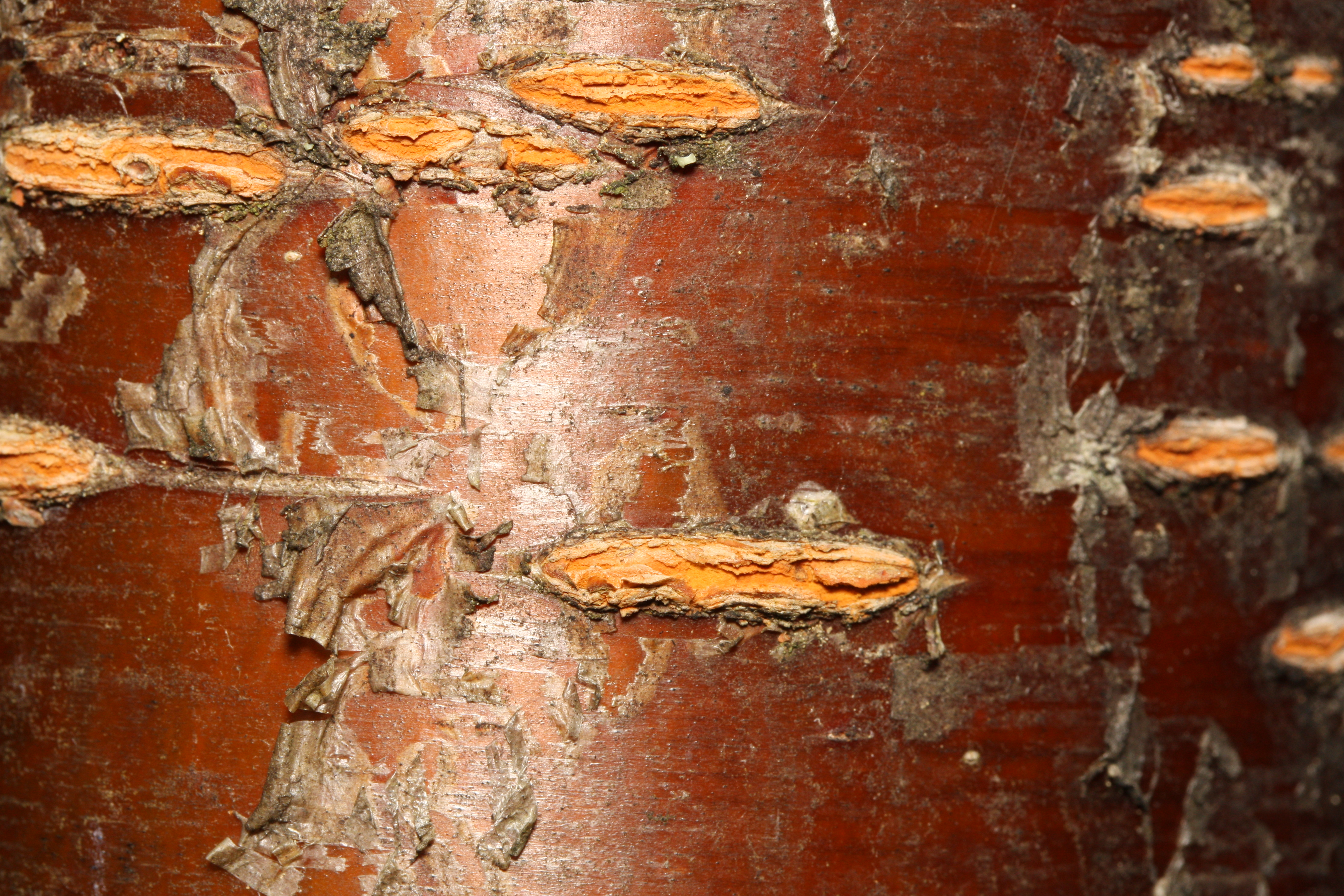
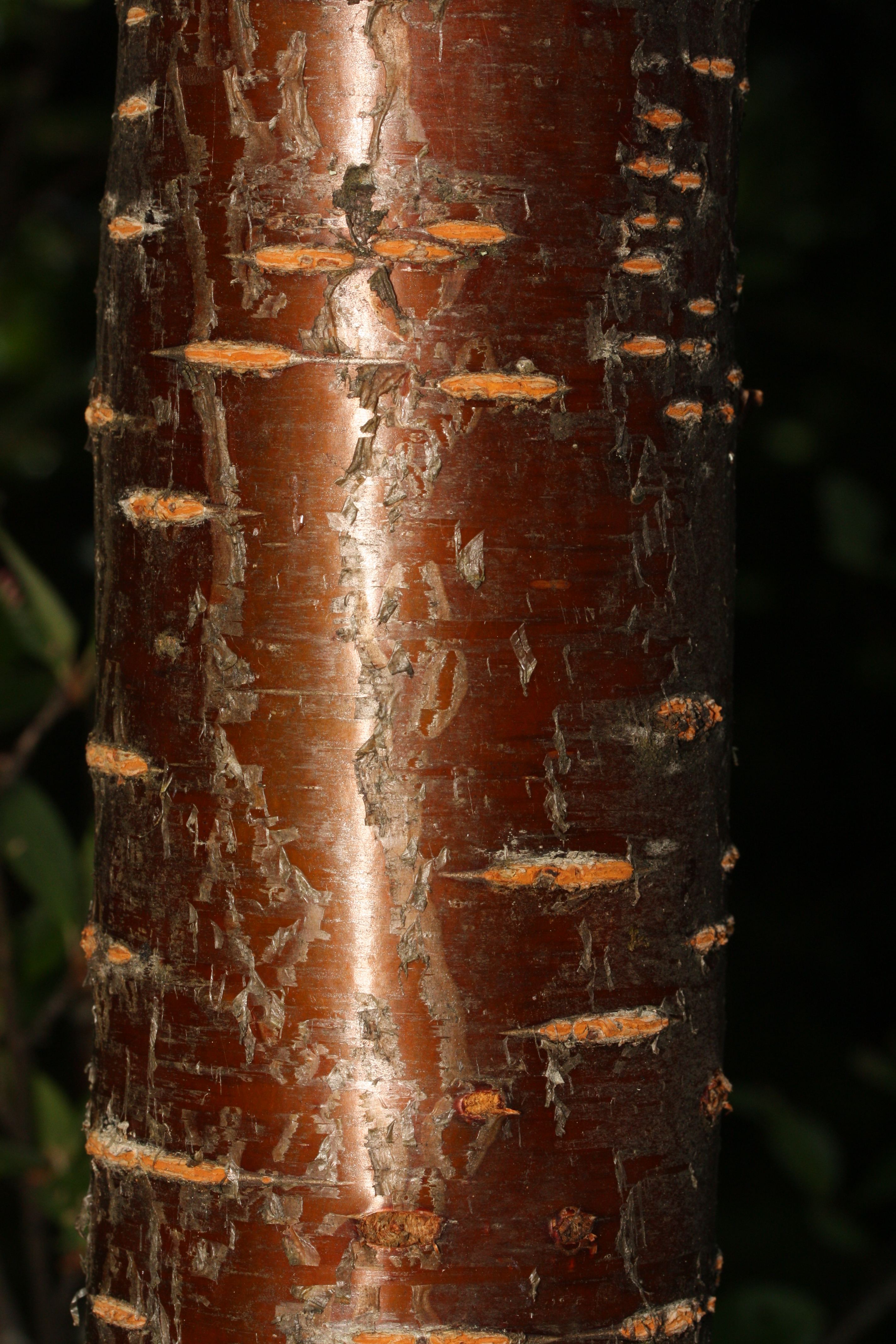
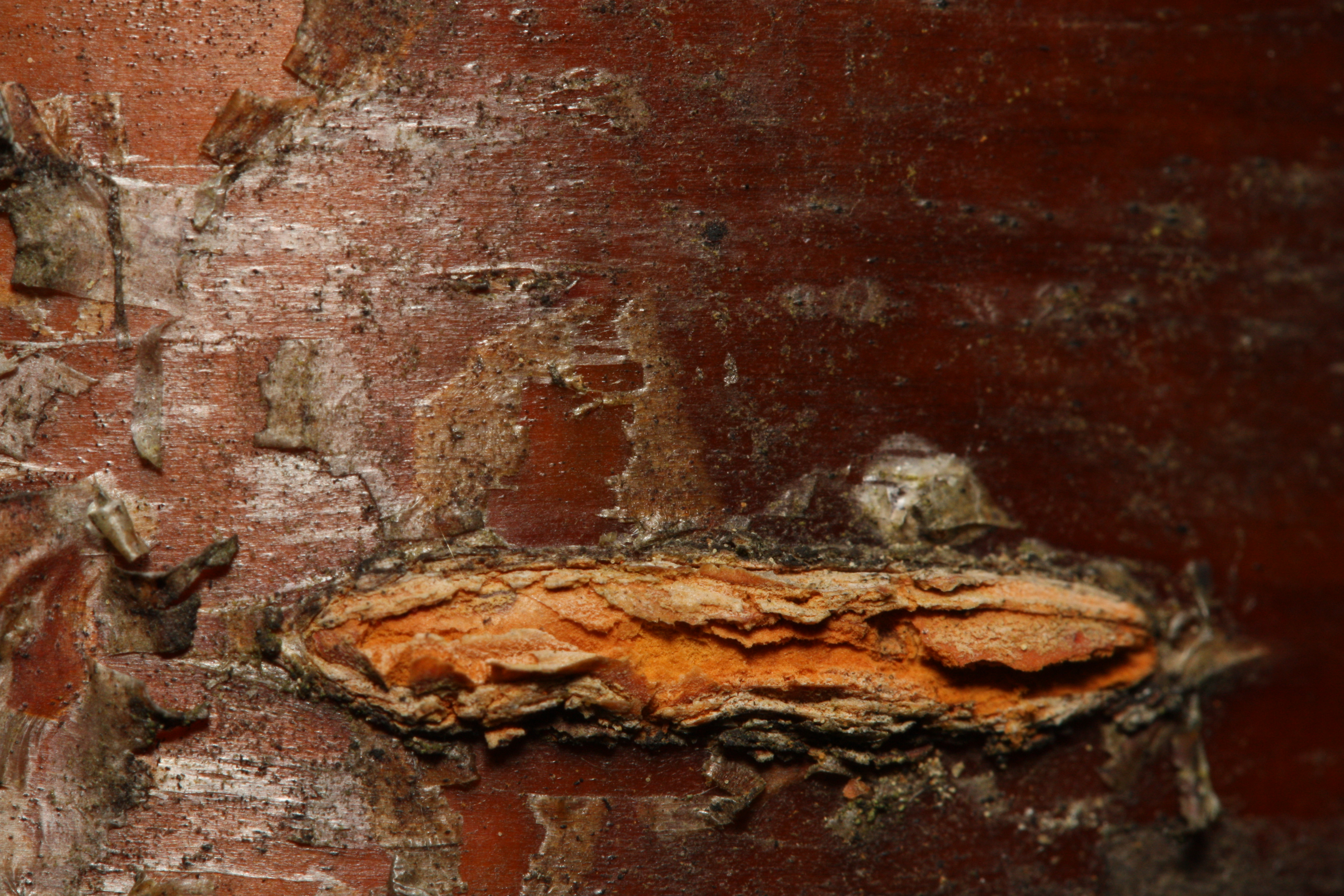
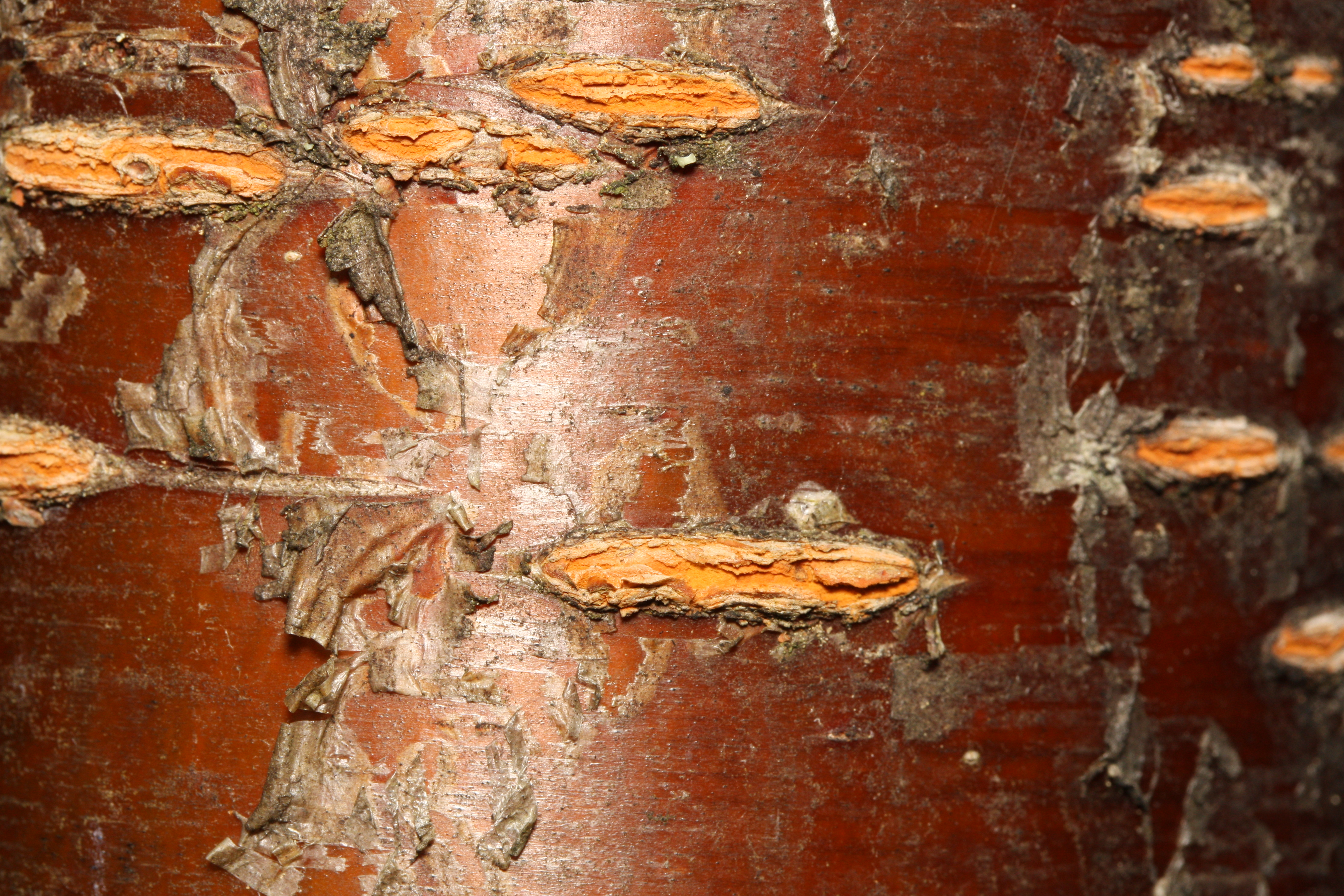